# Идехан Убари
Идехан Убари (Идехан Аубари, Едейен Убари) (на арабски: أدهان أوباري) е пясъчна пустиня (ерг) в Централна Сахара, простираща се в западната част на Либия и частично на териториите на Алжир (крайната ѝ западната част). Дължината ѝ от запад на изток е около 500 km, ширината ѝ варира от 300 km на запад до 130 km на изток, а площта ѝ е около 200 000 km². На юг скалистият отстъп Амсак Сетафет я отделя от пясъчната пустиня Идехан Мурзук, на север височината ѝ постепенно се повишава и преминава в каменистото пустинно плато Хамада ел Хамра, на запад (на територията на Алжир) преминава в пясъчната пустиня Исаван, а на изток – в чакълестата пустиня Серир ел Катуса. Надморската ѝ височина е 400 – 500 m. Релефът ѝ представлява безкрайна поредица от пясъчни ридове, като се срещат изолирани пясъчни хълмове и възвишения с относителна височина до 200 m. Годишната сума на валежите е минимална – около 10 mm. Пустинята е почти лишена от растителност. В ниските части (депресиите) се срещат солончаци и временни езера, в които се добива сода и готварска сол. По ожната и югоизточната ѝ периферия са разположени оазисите Убари и Себха, в които се отглежда финикова палма и се практикува номадско животновъдство.